# This Is It (single van Michael Jackson)

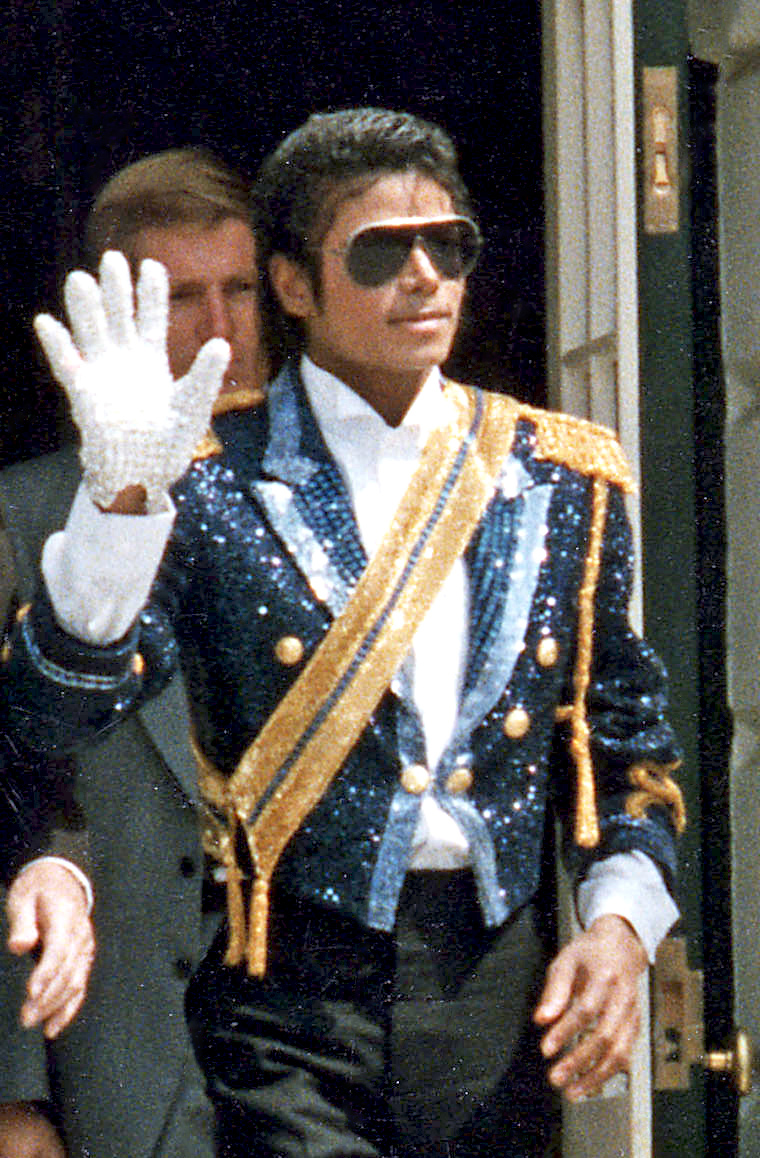
Foto van Michael Jackson in 1984.

This Is It is een postuum uitgebracht nummer van zanger Michael Jackson, afkomstig van zijn vijftig concerten tellende gelijknamige tournee, die door zijn overlijden niet doorging. In het nummer wordt de zang van Jackson ondersteund door achtergrondzang van zijn broers. Jackson schreef dit nummer in 1980 met Paul Anka. De artiest Safire bracht het nummer eerder uit onder de titel I Never Heard.
Op 12 oktober 2009 werd de single online gezet en aan het einde van de maand kwam deze binnen op nummer 35 in de Nederlandse Top 40. In België bereikte het niet eens de Ultratip 50. Het dubbelalbum This Is It met zijn bekendste liedjes en het nummer This Is It verscheen een kleine maand later.

## Tracklist
- Promotie-cd-single

1. 1."This Is It" (album version) – 3:37
2. 2."This Is It" (orchestra single version) – 3:43
3. 3."This Is It" (edited orchestra version) – 4:40

- CD promo single

1. 1."This Is It" (album version) – 3:37
2. 2."This Is It" (orchestra single version) – 3:43

- Cd-single

1. 1."This Is It" (orchestra single version) – 3:43
2. 2."This Is It" (album version) – 3:37
3. 3."This Is It" (edited orchestra version) – 4:40

## Hitnotering
| "This Is It" in de Nederlandse Top 40 - binnen: 31-10-2009 | "This Is It" in de Nederlandse Top 40 - binnen: 31-10-2009 | "This Is It" in de Nederlandse Top 40 - binnen: 31-10-2009 | "This Is It" in de Nederlandse Top 40 - binnen: 31-10-2009 | "This Is It" in de Nederlandse Top 40 - binnen: 31-10-2009 | "This Is It" in de Nederlandse Top 40 - binnen: 31-10-2009 |
| Week                                                       | 1                                                          | 2                                                          | 3                                                          | 4                                                          |                                                            |
| ---------------------------------------------------------- | ---------------------------------------------------------- | ---------------------------------------------------------- | ---------------------------------------------------------- | ---------------------------------------------------------- | ---------------------------------------------------------- |
| Nummer                                                     | 35                                                         | 30                                                         | 22                                                         | 32                                                         | uit                                                        |